# Ernesto de Sousa Campos
Ernesto de Souza Campos (Campinas, 21 de setembro de 1882 — São Paulo, 1 de janeiro de 1970) foi um médico brasileiro.
Foi um dos fundadores da Universidade de São Paulo, diretor da Faculdade de Medicina da Universidade de São Paulo e ministro da Educação e Saúde Pública do Governo Eurico Dutra.